# Enicospilus grilloi
Enicospilus grilloi là một loài tò vò trong họ Ichneumonidae.